# Joseph Saxton
Joseph Saxton (Huntingdon, 22 de março de 1799 — 26 de outubro de 1873) foi um inventor estadunidense.